# Ragnar Lodbrok
Ragnar Lodbrok, prema legendama, bio je vikinški junak te švedski i danski kralj. Poznat je iz staronordijske poezije vikinškog doba, islandskih saga i skoro suvremenih kronika. Prema tradicionalnoj literaturi, Ragnar se istaknuo izvođenjem mnogih napada na Britansko otočje i Sveto Rimsko Carstvo tijekom 9. stoljeća.
Pojavljuje se i u nordijskim legendama, a prema legendarnim sagama o Ragnarovim sinovima i sagama o određenim drevnim kraljevima, otac Ragnara Lodbroka naveden je kao legendarni kralj Šveđana, Sigurd Ring.

## Ragnarovi sinovi
Veliku pogansku vojsku navodno su vodili sinovi Ragnara Lodbroka kako bi se osvetili kralju Ælli od Northumbrije koji je prethodno pogubio Ragnara bacivši ga u jamu punu zmija otrovnica. Među organizatorima su bila barem neki od braće – Ivar Bez Kostiju, Ubba, Halfdan, Björn Ironside, Hvitserk i Sigurd Zmija-u-Oku, od kojih su svi poznati kao povijesne osobe, osim malo "sumnjivijeg" Hvitserka. Ivar Bez kostiju bio je vođa Velike poganske vojske od 865. do 870. godine, ali nestaje iz engleskih povijesnih izvještaja nakon 870. godine. Anglosaksonski kroničar Æthelweard bilježi Ivarovu smrt 870. godine. Halfdan Ragnarsson postao je vođa Velike poganske vojske oko 870. i vodio ju je u invaziji na Wessex. Velik broj vikinških ratnika stigao je iz Skandinavije kao dio Velike ljetne vojske koju je predvodio danski kralj Bagsecg, pojačavajući redove Halfdanove vojske.
Prema Anglosaksonskoj kronici, Danci su se 9 puta borili protiv Zapadnih Sasa, uključujući bitku kod Ashdowna 8. siječnja 871. godine, gdje je Bagsecg ubijen. Halfdan je prihvatio primirje Alfreda Velikog, novookrunjenog kralja Wessexa. Nakon Bagsecgove smrti Halfdan je bio jedini preostali kralj napadačke vojske. Možda je bio kralj Jyllanda, budući da se suvladar Halfdan spominje u franačkim izvorima 873. godine. Prema kasnijim sagama Björn Ironside postao je kralj Švedske i Uppsale, iako to predstavlja kronološke nedosljednosti. Björn je imao dva sina, Erika i Refila Björnssona. Njegov sin Erik postao je kralj Švedske, a naslijedio ga je Erik Refilsson (Refilov sin). Sigurd Zmija-u-Oku možda je ista osoba kao Sigfred, Halfdanov brat, koji je također bio danski kralj zajedno s Halfdanom 873. godine. Prema sagama, Sigurd je postao kralj Zelanda i Skånea. Sigurd je vjerojatno naslijedio svog brata Halfdana kao kralj cijele Danske oko 877. godine, a mogao bi biti i vikinški kralj Sigfred koji je ubijen u Zapadnoj Franačkoj 887. godine.

## Islandske sage
Prema Priči o Ragnaru Lodbroku, Priči o Ragnarovim sinovima, Hervararovoj sagi, Fragmentima povijesti starih kraljeva i mnogim drugim islandskim izvorima, Ragnar je bio sin kralja Švedske – Sigurda Ringa. Gotovo sve sage slažu se da je danski kralj Randver bio Sigurdov otac, a saga o Hervararu njegovu suprugu navodi kao Åsu, kćer norveškog kralja Haralda od Crvenih Brkova. Izvještaji dalje govore kako je Randver bio unuk legendarnog skandinavskog kralja Ivara Vidfamnea. Nakon smrti kralja Ivara Vidfamnea, Audov najstariji sin Harald osvojio je cijeli teritorij svog djeda i postao poznat kao Harald Wartooth. Haraldov nećak Sigurd Ring postao je glavni kralj Švedske nakon Randverove smrti, vjerojatno kao potkralj Haralda. Sigurd i Harald su se borili u bitci kod Brávellira na ravnicama Östergötlanda, gdje su Harald i mnogi njegovi vojnici poginuli. Sigurd je tada vladao Švedskom i Danskom (ponekad se poistovjećuje s danskim kraljem Sigfredom koji je vladao od oko 770. do svoje smrti prije 804.). Dobio je sina s princezom Alfhild iz kraljevstva Álfheimra, Ragnara Lodbroka, koji ga je naslijedio. Eysteinn Beli, koji je prema Hervararovoj Sagi bio sin Haralda Wartootha, vladao je Švedskom nešto nakon Sigurda dok ga nisu ubili sinovi Ragnara i Aslauga.
U svojim izvještajima o njegovoj vladavini, Sage skandinavske pretpovijesti, poznate kao Fornaldarsǫgur, govore više o Ragnarovim brakovima nego o ratnim podvizima. Prema Sögubrotu, on je bio najveći i najljepši od svih ljudi koje su ljudske oči vidjele, a izgledom je bio poput svoje majke. Prvo je ubio ogromnu zmiju koja je čuvala prebivalište Thore Borgarhjort, kćeri geatiškog velmože Herrauða, pridobivši je tako za svoju suprugu. Ragnar je nadimak "Lodbrok" dobio jer je nosio neobičnu zaštitnu odjeću kada je napadao zmiju. Njegovi sinovi s Thorom bili su Erik i Agnar. Nakon što je Thora umrla, otkrio je Kráku, ženu izuzetne ljepote i mudrosti koja je živjela sa siromašnim seljačkim parom u Norveškoj, i oženio se njome. U ovom braku dobije je sinove Ivara Bez Kostiju, Björna Željeznostranog, Hvitserka, Ragnvalda i Sigurdom Zmija-u-Oku. Kasnije je otkriveno da je Kráka zapravo Aslaug, tajna kći heroja Sigurda Fafnesbanea. Kako su sinovi odrasli i postali ratnici, Ragnar je, ne želeći da ga nadmaše, odlučio osvojiti Englesku sa samo 2 broda. Međutim, porazila ga je nadmoćne engleska mornarica pa biva bačen u zmijsku jamu kako bi umro u mukama. Saga o Ragnaru Lodbroku, Priča o Ragnarovim sinovima i Heimskringla govore o Velikoj poganskoj vojsci koja je napala Englesku oko 866. godine, predvođena sinovima Ragnara Lodbroka kako bi se osvetila kralju Ællu od Northumbrije za kojeg se kaže da ga je zarobio i pogubio Ragnar.

## Franački izvještaji
Opsada i pljačka Pariza 845. bili su vrhunac vikinške invazije na Zapadnu Franačku. Vikinške snage predvodio je nordijski poglavica po imenu Reginherus, ili Ragnar. Taj se Reginherus često poistovjećivao s legendarnom likom iz sage Ragnarom Lodbrokom, ali povjesničari osporavaju točnost toga. Ragnar Lodbrok se također poistovjećuje s Ragnarom kojemu je kralj Karlo Ćelavi dodijelio zemlju u Flandriji oko 841. godine koju je na kraju izgubio kao i kraljevu naklonost. Ragnarovi Vikinzi upali su u Rouen na svom putu uz Seinu 845. i kao odgovor na invaziju, odlučan da ne dopusti uništenje kraljevske opatije Saint-Denis, Karlo je okupio vojsku koju je podijelio na 2 dijela, po jedan za svaku stranu rijeke. Ragnar je napao i porazio jednu od divizija manje franačke vojske, uzeo 111 njihovih vojnika kao zarobljenike i objesio ih na otoku u čast nordijskom bogu Odinu i kako bi potaknuo teror kod preostalih franačkih snaga. Ragnarova flota uspjela se vratiti svom gospodaru, danskom kralju Horiku I., ali Ragnar je ubrzo umro od teške bolesti koja se proširila Danskom.

## Kasniji izvještaji
Među najstarijim tekstovima koji spominju ime Lodbrok je normanska povijest Williama od Jumiègesa iz oko 1070. godine. Prema Williamu, stari danski kraljevi imali su običaj protjerati mlađe sinove iz kraljevstva kako bi izbjegli ratove za prijestolje. U vrijeme kada je ova praksa bila u modi, kralj Lodbrok je naslijedio svog neimenovanog oca na danskom prijestolju. Nakon što je dobio vlast, poštovao je spomenuti običaj i naredio svom mlađem sinu Björnu Ironsideu da napusti njegovo kraljevstvo. Björn je tako napustio Dansku sa značajnom flotom i počeo pustošiti u Zapadnoj Franačkoj, a kasnije i po Sredozemlju. Otprilike suvremenik Williama je Adam od Bremena čija povijest nadbiskupije Hamburg-Bremen sadrži mnoge tradicije o Skandinaviji iz vikinškog doba. U odlomku koji se odnosi na vikinške pohode kasnog 9. stoljeća spominje danske ili nordijske gusare Horicha, Orwiga, Gotafrida, Rudolfa i Inguara (Ivara). Ivar se osobito smatra okrutnim progoniteljem kršćana i Lodbrokovim sinom.

## Anglosasko-irski izvještaji
Prema suvremenoj Angloskoj kronici i Asserovom životu Alfreda, 878. godine "brat Hingwara i Healfdena" s pomorskom flotom, kontingent Velike poganske vojske napao je Devon u Engleskoj i borio se u bitci kod Cynwita gdje su Vikinzi izgubili. Vikinški kralj je ubijen, bilo je mnogi mrtvi te je nekolicina uspjela pobjeći na svoje brodove. Nakon bitke Sasi su napravili veliku pljačku.
Irska knjiga Gaedelov rat s Gallaibom iz 12. stoljeća, s podatcima koji potječu iz ranijih kronika, spominje kralja Halfdana († 877.) pod imenom Ragnaill. Ragnaill se može odnositi ili na Ragnvalda ili na Ragnara. Tri fragmenta iz ranog 11. stoljeća sadrže odlomak koji daje polulegendarnu pozadinu vikinškog zauzimanja Yorka 866. godine. Dva mlađa sina Halfdana protjerala su najstarijeg sina Ragnalla koji je otplovio na Orkneyske otoke sa svoja tri sina i ondje se nastanio. Dvojica sinova kasnije su izvršila pohod na Engleze i Franke, nastavljajući pljačku po Sredozemlju. Jedan od njih je iz vizije saznao da je Ragnall vodio bitku u kojoj je treći sin ubijen. Dva vikinška sina su se zatim vratila natrag s dosta tamnoputih zarobljenika. Pretpostavlja se da je ovo irska verzija sage Ragnara Lodbroka, a mediteranska ekspedicija je povijesni događaj koji se odvija od 859. – 861. godine.

## Danski izvori
Chronicon Roskildense (oko 1138.) spominje Lodbroka (Lothpardus) kao oca krajnje okrutnog nordijskog kralja Ivara i njegove braće, Inguara, Ubbija, Byorna i Ulfa, koji vladaju sjevernim naroda. Oni pozivaju razne danske kraljeve da im pomognu uništiti kraljevstvo Franaka. Ivar uspješno napada Britaniju, iako ne kao iz osvete kao u islandskim sagama. Kronika Svena Aggesena (oko 1190.), prvi je danski tekst koji spominje puno ime – Regnerus Lothbrogh. Njegov sin Sigurd napada Dansku i ubija njezinog kralja, čiju kći ženi dok preuzima prijestolje.
Niti jedan od ovih izvora ne spominje Ragnara Lodbroka kao danskog vladara. Prvi koji je to spomenuo je Saxo Grammaticus u svom djelu Gesta Danorum (oko 1200.). Ovo djelo miješa nordijsku legendu s podacima o danskoj povijesti koji potječu iz kronike Adama (Bremen, oko 1075.). Ovdje je Ragnarov otac Sigurd Ring, norveški princ, oženjen danskom princezom, a razlikuje se od pobjednika Brávellira, koji je postojao otprilike 13 generacija ranije. Sigurd i njegov rođak te suparnik Anulu (zabilježeni 812.) obojica su ubijeni u bitci, nakon čega je Ragnar uzdignut na dansko prijestolje. Njegov prvi uspjeh je poraz švedskog kralja Fröa, koji je ubio njegovog djeda.